# Kazimierz Barwicki
Kazimierz Tomasz Barwicki (ur. 29 grudnia 1871 w Witaszycach, zm. 20 stycznia 1931 w Poznaniu) – polski dyrygent chóralny, wydawca muzyczny i działacz ruchu śpiewaczego.

## Życiorys
Urodził się w rodzinie Jana (zm. 1888), stolarza, i Klementyny z Przyborskich. Około 1879 rodzina przeniosła się do Jarocina. Kazimierz, po śmierci ojca przejął zakład stolarski. W 1889 uzyskał tytuł mistrza stolarskiego. Od młodych lat interesował się śpiewaniem i 22 lutego 1891 zorganizował w Jarocinie koło śpiewacze przy tamtejszym Towarzystwie Przemysłowym. Uczestniczył w zjeździe zjednoczeniowym wielkopolskich kół śpiewaczych, który odbył się w Poznaniu 5 marca 1892. Po upadku warsztatu stolarskiego przeniósł się do Poznania w 1907. Został tam agentem ubezpieczeniowym towarzystwa Westa. Dyrygował chórem Harmonia (Łazarz) i Chopin (Wilda, od 1910). Od 1908 do śmierci był sekretarzem generalnym wielkopolskiego Związku Kół Śpiewaczych. Od 1 stycznia 1911 był redaktorem naczelnym miesięcznika Śpiewak. W 1911 rozpoczął też działalność drukarską (potem przedsiębiorstwo Lira), wydając utwory muzyczne w technice litograficznej. Do 1949 wydawnictwo to (potem prowadzone przez jego syna, Mieczysława) wydało ponad 450 utworów, przede wszystkim chóralnych, jak również literaturę muzyczną dla szkół oraz dzieła kompozytorów polskich. Wydawnictwa te przed 1945 docierały na tereny zarządzane przez Niemców: na Śląsk, Mazury, Warmię, a także na teren Westfalii, Nadrenii, Jugosławii, Holandii, Belgii, Włoch, USA, Chin i Brazylii.
W 1913 został skazany przez Prusaków na karę finansową i sześć miesięcy więzienia za drukowanie polskich pieśni patriotycznych. W trakcie powstania wielkopolskiego był krótko obwodowym komisarzem policyjnym. 
Po odzyskaniu przez Polskę niepodległości zajął się pracą organizacyjną i doprowadził wielkopolskie koła śpiewacze do wyjątkowego rozkwitu i liczebności. W 1926 był sekretarzem generalnym Związku Kół Śpiewaczych w Poznaniu. W latach 1929–1931 był prezesem poznańskiego Koła Śpiewactwa Polskiego. Wydał kilka artykułów na temat historii ruchu śpiewaczego w Wielkopolsce.
Zmarł w Poznaniu. Pochowany na cmentarzu Świętomarcińskim Nowym przy ul. Bukowskiej w Poznaniu.

## Rodzina
Był żonaty dwukrotnie:
- od 1896 z Marią Gummer (zm. 1907),
- od 1908 z Anną Staniewską, działaczką śpiewaczą (1872–1952)[1].

Miał trójkę dzieci: Mieczysława, Kazimierę Pierzchlińską (1900–1959) oraz Wandę Ziółkowską (1903–1929).

## Ordery i odznaczenia
- Krzyż Kawalerski Orderu Odrodzenia Polski (28 kwietnia 1926)[3]

## Upamiętnienie
Jego imieniem nazwano chóry w Jarocinie, Borku i na poznańskiej Starołęce, a także ulicę w centrum Jarocinia. Członkowie jarocińskiego Chóru Mieszanego im. Kazimierza Tomasza Barwickiego ufundowali w 1997 tablicę pamiątkową umieszczoną na murze kościoła św. Marcina.